# طولانی‌ترین پروازها
در طول زمان، شرکت‌های هواپیمایی مختلف تعدادی پرواز بدون توقف فوق‌العاده را شروع کرده‌اند. این مقاله طولانی‌ترین پروازها را در بین آنها پوشش می‌دهد. شروع این مسیرهای فوق‌العاده طولانی می‌تواند تعداد توقف‌هایی را که مسافران باید برای افزایش راحتی مسافر در سفر داشته باشند و زمان مورد نیاز برای سفر بین جفت شهرهای دور از هم را کاهش دهد، هرچند توقف می‌تواند در سفرهای طولانی مدت نیز طراوت آفرین باشد. همچنین می‌تواند به ایجاد حس شخصیت و ایجاد وفاداری در بین مجموعه ای از مسافرین پروازی کمک کند. بنابراین رقابت بین شرکت‌های هواپیمایی برای شروع طولانی‌ترین پرواز وجود دارد.

## تعریف
اصطلاح «طولانی‌ترین پرواز» می‌تواند معنای مختلفی داشته باشد. متداولترین سنجه مورد استفاده فاصله بین فرودگاه مبدأ و فرودگاه مقصد است، اما همچنین می‌تواند به طولانی‌ترین مدت زمان مورد نیاز برای پرواز مسیر یا مسافتی که هواپیما واقعاً پرواز می‌کند اشاره داشته باشد (هنگامی که یک مسیر طولانی‌تر می‌تواند از جریان جتی برای کاهش کل زمان سفر استفاده کند). همچنین، اگرچه این اصطلاح معمولاً برای مقایسه بین پروازهای مختلف بدون توقف به کار می‌رود، اما پروازهای مستقیم با توقف (همان شماره پرواز که برای سفر کامل استفاده می‌شود) نیز ممکن است در بعضی موارد مقایسه شود.

## طولانی‌ترین مسیر فعلی
«طولانی‌ترین پرواز جهان» به دلیل عموم بودن چنین ادعایی، دارای مناقشه است. در حالی که فاصله بین دو شهر ثابت است، هواپیماها مسیر مستقیمی را دنبال نمی‌کنند اما مسیر پرواز را بر اساس بادهای عقب و عقب و سایر حوادث آب و هوایی تنظیم می‌کنند و از پرواز بر فراز کشورهای خاص به دلیل سیاست یا جنگ جلوگیری می‌کنند.مدت زمان سفر دبی تا نیو مکزیکو ۹ ساعت و ۲۰ دقیه است.

### با فاصله دایره زیاد
از ۱۱ اکتبر ۲۰۱۸، طولانی‌ترین پرواز هواپیمایی برنامه‌ریزی شده با فاصله دایره ای زیاد، پرواز ۲۱/۲۲ هواپیمایی سنگاپور ایرلاینز با استفاده از ایرباس A350-900ULR بین سنگاپور و نیوآرک، نیوجرسی، با مسافت ۱۵٬۳۴۴ کیلومتر (۸٬۲۸۵ مایل دریایی؛ ۹٬۵۳۴ مایل) است.
در مارس ۲۰۲۰، یک هواپیمای بوئینگ ۷۸۷–۹ ایر تاهیتی نوی طولانی‌ترین پرواز مسافری را که از قبل برنامه‌ریزی شده بود انجام داد و از فرودگاه بین‌المللی فاآ در پاپیت، تاهیتی به فرودگاه شارل دوگل پاریس پرواز کرد. معمولاً این هواپیما در فرودگاه بین‌المللی لس آنجلس توقف سوخت‌گیری دارد و کلیه مسافران هواپیما را پیاده می‌کنند و قبل از سوار شدن مجدد به هواپیما از دروازه گمرک و حفاظت مرزی ایالات متحده عبور می‌کنند و به پاریس ادامه مسیر می‌دهند. با این حال، به دلیل محدودیت‌های همه‌گیری کووید-۱۹، سرویس تصمیم گرفت که در لس آنجلس متوقف نشود. این تک پرواز نیز با کاهش بار مسافر هواپیما امکان‌پذیر شد و این امر نیاز به سوخت‌گیری را از بین برد. این هواپیما برای مدت کمی کمتر از ۱۶ ساعت پرواز کرد و مسافت ۹٬۷۶۵ مایل (۱۵٬۷۱۵ کیلومتر؛ ۸٬۴۸۶ مایل دریایی)، کمی طولانی‌تر از پرواز بین سنگاپور و نیوارک که توسط هواپیمایی سنگاپور انجام می‌شود را طی کرد. این پرواز همچنین با پرواز بین قلمروهای فرانسه رکورد طولانی‌ترین پرواز داخلی جهان را به ثبت رساند.

### مسافت زمینی طی شده
مسیریابی‌ها ممکن است برای استفاده از حرکت در مسیر بادهای موافق برای صرفه جویی در وقت و سوخت از فاصله کوتاهتر زمین از یک مسیر دایره ای بزرگ خودداری کنند و مسافت هوای ثابت خود را کوتاه کنند. به‌طور معمول، طولانی‌ترین پروازهایی که با مسافت زمینی طی شده اندازه‌گیری می‌شوند، پرواز ۲۱/۲۲ هواپیمای سنگاپور ایرلاین از سنگاپور به نیوآرک است. هر دوی این مسیرها از نظر هندسی مسیر دایره ای بزرگ را در نزدیکی قطب شمال دارند، اما ترجیح می‌دهند از طریق اقیانوس آرام که کمک جریان جتی برای صرفه جویی در وقت پرواز و سوخت در دسترس است پرواز کنند. پرواز ایر ایندیا از دهلی نو به سانفرانسیسکو برای جلوگیری از وزش بادهای مخالف غربی، به جای مسیر کوتاهتر بر فراز اقیانوس اطلس، مسافت بیشتری را بر فراز اقیانوس آرام می‌پیماید. AI173 و AI183 با طی حدود ۱۵۱۰۰ کیلومتر (۹،300 mi) یکی از طولانی‌ترین پروازهای بدون توقف هستند. به‌طور کلی، هر دو این پروازها حدود ۱۵٬۳۰۰ کیلومتر (۸٬۲۶۱ مایل دریایی؛ ۹٬۵۰۷ مایل) در فاصله زمینی و این که پروازهای خاص بیش از ۱۶٬۰۰۰ کیلومتر (۸٬۶۳۹ مایل دریایی؛ ۹٬۹۴۲ مایل) پرواز داشته باشند غیرمنتظره نیست. با این وجود، برای هر دوی این پروازها، فاصله دایره بزرگ در بین ۳۰ پرواز طولانی است.

## مسیرهای آینده

### خدمات برنامه‌ریزی شده
تعداد پروازهایی که به زودی فعال می‌شوند، با پروازهای بدون توقف بیش از ۱۲٬۷۶۵ کیلومتر (۷٬۹۳۲ مایل؛ ۶٬۸۹۳ مایل دریایی) پرواز ۱۲٬۷۶۵ کیلومتر (۷٬۹۳۲ مایل؛ ۶٬۸۹۳ مایل دریایی)، که آنها را در ۳۰ لیست برتر، قرار می‌دهد:
| از جانب                         | به                              | شرکت هواپیمایی   | عدد        | مسافت                                          | برنامه‌ریزی شده | هواپیما   | اولین پرواز     |
| ------------------------------- | ------------------------------- | ---------------- | ---------- | ---------------------------------------------- | -------------- | --------- | --------------- |
| فرودگاه بین‌المللی راجیو گاندی   | فرودگاه بین‌المللی اوهر شیکاگو   | ایر ایندیا       | AI 107/108 | ۱۳٬۳۰۱ کیلومتر (۸٬۲۶۵ مایل؛ ۷٬۱۸۲ مایل دریایی) | 15:40–16:45    | 777-200LR | ژانویه ۹, 2021  |
| فرودگاه بین‌المللی سان‌فرانسیسکو  | فرودگاه بین‌المللی کمپگوودا      | ایر ایندیا       | AI 175/176 | ۱۴٬۰۰۳ کیلومتر (۸٬۷۰۱ مایل؛ ۷٬۵۶۱ مایل دریایی) | 16:00–16:30    | 777-200LR | ژانویه 11, 2021 |
| فرودگاه بین‌المللی اولیور تامبو  | فرودگاه بین‌المللی لیبرتی نیوآرک | یونایتد ایرلاینز | UA 187/188 | ۱۲٬۸۵۸ کیلومتر (۷٬۹۹۰ مایل؛ ۶٬۹۴۳ مایل دریایی) | 15:00–15:45    | 787-9     | مارس 27, 2021   |
| فرودگاه بین‌المللی سان‌فرانسیسکو  | فرودگاه بین‌المللی کمپگوودا      | یونایتد ایرلاینز | UA 152/153 | ۱۴٬۰۰۳ کیلومتر (۸٬۷۰۱ مایل؛ ۷٬۵۶۱ مایل دریایی) | 17:05–17:25    | 787-9     | مه 6, 2021      |
| فرودگاه بین‌المللی سیاتل-تاکوما  | فرودگاه بین‌المللی کمپگوودا      | امریکن ایرلاینز  | AA 180/181 | ۱۳٬۰۵۵ کیلومتر (۸٬۱۱۲ مایل؛ ۷٬۰۴۹ مایل دریایی) | 16:40-16:45    | 787-9     | اکتبر 31, 2021  |
| فرودگاه بین‌المللی اوهر شیکاگو   | فرودگاه بریزبن                  | کانتاس           | QF 85/86   | ۱۴٬۳۲۶ کیلومتر (۸٬۹۰۲ مایل؛ ۷٬۷۳۵ مایل دریایی) | ۱۶:۱۰–۱۷:۲۰    | ۷۸۷–۹     | به تعویق افتاد  |
| فرودگاه بین‌المللی لیبرتی نیوآرک | فرودگاه اوکلند                  | ایر نیوزیلند     | NZ 1/2     | ۱۴٬۱۷۸ کیلومتر (۸٬۸۱۰ مایل؛ ۷٬۶۵۶ مایل دریایی) | ۱۵:۴۰–۱۷:۴۰    | ۷۸۷–۹     | به تعویق افتاد  |

## طولانی‌ترین پروازهای مسافری

### پروازهای بدون توقف (۳۰ صفحه برتر، با فاصله دایره زیاد)
در جدول زیر طولانی‌ترین مسیرهای مسافرتی بدون توقف مسافرتی جهان با فاصله «دایره بزرگ» ذکر شده‌است. فاصله واقعی انجام شده به دلایل مختلف می‌تواند از فاصله دایره بزرگ بیشتر باشد، از جمله جلوگیری از هوای شدید، استفاده از وزش باد مناسب در سطح بالا، دور زدن از فضای هوای بسته و انحراف به اطراف مناطق جنگی.
برای اهداف این جدول، پروازهای متعددی که توسط یک شرکت هواپیمایی بین فرودگاه‌های یکسان انجام می‌شود به عنوان یک پرواز محاسبه می‌شود، در حالی که خطوط هوایی مختلفی که بین فرودگاه‌های مشابه فعالیت می‌کنند به‌طور جداگانه محاسبه می‌شوند. همچنین، هر جفت فرودگاه جداگانه محاسبه می‌شود، حتی اگر بعضی از شهرها چندین فرودگاه داشته باشند که از پروازهای دوربرد پشتیبانی می‌کنند (به عنوان مثال فرودگاه‌های کندی و نیوارک در خدمت شهرهای نیویورک و هاندا و ناریتا در خدمت توکیو).

### پروازهای مستقیم با توقف
پرواز مستقیم بین مبدأ و مقصد نهایی دارای توقف متوسط است، در حالی که همه بخشها دارای شماره پرواز یکسان هستند و از هواپیمای یکسانی استفاده می‌کنند. در جدول زیر، ستون «مبدأ تا فاصله مقصد نهایی» فاصله بزرگ دایره بین مبدأ و مقصد نهایی را ذکر می‌کند، به استثنای توقف. ستون «فاصله همه بخش‌ها» کل فاصله بزرگ دایره از مبدأ تا توقف تا مقصد نهایی را لیست می‌کند.

## طولانی‌ترین پروازهای مسافری

### پروازهای بدون توقف (۳۰ تای اول)
| رتبه | از                               | به                                        | پرواز                              | فاصله                                          | مدت زمان    | هواپیما                               | اولین پرواز    |
| ---- | -------------------------------- | ----------------------------------------- | ---------------------------------- | ---------------------------------------------- | ----------- | ------------------------------------- | -------------- |
| 1    | فرودگاه بین‌المللی جان اف کندی    | فرودگاه چانگی سنگاپور                     | سنگاپور ایرلاینز SQ 23             | ۱۵٬۳۴۹ کیلومتر (۹٬۵۳۷ مایل؛ ۸٬۲۸۸ مایل دریایی) | ۱۸:۰۵–۱۸:۴۰ | ایرباس ای۳۵۰ ایکس‌دابلیوبی             | Nov 11, 2020   |
| 2    | فرودگاه اوکلند                   | فرودگاه بین‌المللی حمد                     | هواپیمایی قطر QR 921               | ۱۴٬۵۳۵ کیلومتر (۹٬۰۳۲ مایل؛ ۷٬۸۴۸ مایل دریایی) | ۱۷:۴۰–۱۸:۲۰ | بوئینگ ۷۷۷                            | Feb 5, 2017    |
| 3    | فرودگاه پرث                      | فرودگاه هیترو لندن                        | کانتاس QF 9                        | ۱۴٬۴۹۹ کیلومتر (۹٬۰۰۹ مایل؛ ۷٬۸۲۹ مایل دریایی) | ۱۷:۲۵       | بوئینگ ۷۸۷ دریم‌لاینر                  | Mar 24, 2018   |
| 4    | فرودگاه اوکلند                   | فرودگاه بین‌المللی دوبی                    | هواپیمایی امارات EK 449            | ۱۴٬۲۰۰ کیلومتر (۸٬۸۲۳ مایل؛ ۷٬۶۶۷ مایل دریایی) | ۱۷:۰۵–۱۷:۲۰ | بوئینگ ۷۷۷                            | Mar 2, 2016    |
| 5    | فرودگاه بین‌المللی لس‌آنجلس        | سنگاپور                                   | سنگاپور ایرلاینز SQ 37, SQ 35      | ۱۴٬۱۱۴ کیلومتر (۸٬۷۷۰ مایل؛ ۷٬۶۲۱ مایل دریایی) | 15:00–17:50 | A350-900ULR                           | Nov 2, 2018    |
| 6    | فرودگاه بین‌المللی جرج بوش        | فرودگاه سیدنی                             | یونایتد ایرلاینز UA 101            | ۱۳٬۸۳۴ کیلومتر (۸٬۵۹۶ مایل؛ ۷٬۴۷۰ مایل دریایی) | 17:30       | 787-9                                 | Jan 18, 2018   |
| 7    | فرودگاه بین‌المللی دالاس-فورت ورث | فرودگاه سیدنی                             | کانتاس QF 8                        | ۱۳٬۸۰۴ کیلومتر (۸٬۵۷۷ مایل؛ ۷٬۴۵۴ مایل دریایی) | ۱۶:۵۰–۱۷:۰۵ | ایرباس ای۳۸۰                          | Sep 29, 2014   |
| 8    | فرودگاه بین‌المللی جان اف کندی    | فرودگاه بین‌المللی نینوی آکوئینو           | فیلیپین ایرلاینز PR 127            | ۱۳٬۷۱۲ کیلومتر (۸٬۵۲۰ مایل؛ ۷٬۴۰۴ مایل دریایی) | ۱۶:۳۰       | ایرباس ای۳۵۰ ایکس‌دابلیوبی / 777-300ER | Oct 29, 2018   |
| 9    | فرودگاه بین‌المللی سان‌فرانسیسکو   | سنگاپور                                   | یونایتد ایرلاینز UA 1, UA 29       | ۱۳٬۵۹۳ کیلومتر (۸٬۴۴۶ مایل؛ ۷٬۳۴۰ مایل دریایی) | 16:25–17:20 | 787-9                                 | Jun 1, 2016    |
| 9    | فرودگاه بین‌المللی سان‌فرانسیسکو   | سنگاپور                                   | سنگاپور ایرلاینز SQ 31, SQ 33      | ۱۳٬۵۹۳ کیلومتر (۸٬۴۴۶ مایل؛ ۷٬۳۴۰ مایل دریایی) | 16:30–17:35 | A350-900ULR                           | Oct 23, 2016   |
| 10   | فرودگاه بین‌المللی اولیور تامبو   | فرودگاه بین‌المللی هارتسفیلد-جکسون آتلانتا | دلتا ایرلاینز DL 201               | ۱۳٬۵۸۱ کیلومتر (۸٬۴۳۹ مایل؛ ۷٬۳۳۳ مایل دریایی) | 16:03–16:55 | 777-200LR                             | Jun 1, 2009    |
| 11   | فرودگاه بین‌المللی ابوظبی         | لس آنجلس                                  | هواپیمایی اتحاد EY 171             | ۱۳٬۵۰۲ کیلومتر (۸٬۳۹۰ مایل؛ ۷٬۲۹۰ مایل دریایی) | 16:35–17:00 | 777-300ER                             | Jun 1, 2014    |
| 12   | فرودگاه بین‌المللی دوبی           | لس آنجلس                                  | هواپیمایی امارات EK 215            | ۱۳٬۴۲۰ کیلومتر (۸٬۳۳۹ مایل؛ ۷٬۲۴۶ مایل دریایی) | 16:00–16:20 | A380-800                              | Oct 26, 2008   |
| 13   | فرودگاه بین‌المللی ملک عبدالعزیز  | لس آنجلس                                  | هواپیمایی سعودی SV 41              | ۱۳٬۴۰۹ کیلومتر (۸٬۳۳۲ مایل؛ ۷٬۲۴۰ مایل دریایی) | 16:05       | 777-300ER                             | Mar 31, 2014   |
| 14   | فرودگاه بین‌المللی حمد            | لس آنجلس                                  | هواپیمایی قطر QR 739               | ۱۳٬۳۶۷ کیلومتر (۸٬۳۰۶ مایل؛ ۷٬۲۱۸ مایل دریایی) | 16:00–16:20 | A350-1000                             | Jan ۱, ۲۰۱۶    |
| 15   | فرودگاه بین‌المللی پیرسون تورنتو  | فرودگاه بین‌المللی نینوی آکوئینو           | فیلیپین ایرلاینز PR 119            | ۱۳٬۲۳۰ کیلومتر (۸٬۲۲۱ مایل؛ ۷٬۱۴۴ مایل دریایی) | 15:30–16:30 | A350-900 / 777-300ER                  | Feb ۲, ۲۰۱۹    |
| 16   | فرودگاه بین‌المللی ونکوور         | فرودگاه ملبورن                            | ایر کانادا AC 37                   | ۱۳٬۱۸۳ کیلومتر (۸٬۱۹۲ مایل؛ ۷٬۱۱۸ مایل دریایی) | 16:00–16:10 | 787-9                                 | Dec 1, 2017    |
| 17   | فرودگاه بین‌المللی اوهر شیکاگو    | فرودگاه اوکلند                            | ایر نیوزیلند NZ 27                 | ۱۳٬۱۷۰ کیلومتر (۸٬۱۸۳ مایل؛ ۷٬۱۱۱ مایل دریایی) | 16:15–16:25 | 787-9                                 | Nov 30, 2018   |
| 18   | فرودگاه بین‌المللی دوبی           | فرودگاه بین‌المللی جرج بوش                 | هواپیمایی امارات EK 211            | ۱۳٬۱۴۴ کیلومتر (۸٬۱۶۷ مایل؛ ۷٬۰۹۷ مایل دریایی) | 16:15–16:45 | A380-800                              | Dec 3, 2007    |
| ۱۹   | فرودگاه بین‌المللی دالاس-فورت ورث | فرودگاه بین‌المللی هنگ کنگ                 | امریکن ایرلاینز AA 125             | ۱۳٬۰۷۲ کیلومتر (۸٬۱۲۳ مایل؛ ۷٬۰۵۸ مایل دریایی) | 16:10–16:55 | 777-300ER                             | Jun 11, 2014   |
| 20   | فرودگاه بین‌المللی دوبی           | فرودگاه بین‌المللی سان‌فرانسیسکو            | هواپیمایی امارات EK 225            | ۱۳٬۰۴۱ کیلومتر (۸٬۱۰۳ مایل؛ ۷٬۰۴۲ مایل دریایی) | 15:50–16:15 | A380-800                              | Dec 15, 2008   |
| ۲۱   | فرودگاه بین‌المللی حمد            | فرودگاه بین‌المللی سان‌فرانسیسکو            | هواپیمایی قطر QR 737               | ۱۲٬۹۹۴ کیلومتر (۸٬۰۷۴ مایل؛ ۷٬۰۱۶ مایل دریایی) | ۱۵:۲۰–۱۵:۴۰ | A350-900                              | Dec 15, 2020   |
| 22   | فرودگاه بین‌المللی جان اف کندی    | فرودگاه بین‌المللی هنگ کنگ                 | کاتای پاسیفیک CX 831 CX 841 CX 845 | ۱۲٬۹۹۰ کیلومتر (۸٬۰۷۲ مایل؛ ۷٬۰۱۴ مایل دریایی) | 15:40–16:15 | A350-900 / 777-300ER                  | Jul 1, 2004    |
| 23   | فرودگاه بین‌المللی سیاتل-تاکوما   | سنگاپور                                   | سنگاپور ایرلاینز SQ 28             | ۱۲٬۹۸۸ کیلومتر (۸٬۰۷۰ مایل؛ ۷٬۰۱۳ مایل دریایی) | 14:55–16:00 | A350-900                              | Sep 3, 2019    |
| ۲۴   | فرودگاه بین‌المللی لیبرتی نیوآرک  | فرودگاه بین‌المللی هنگ کنگ                 | یونایتد ایرلاینز UA 179            | ۱۲٬۹۸۰ کیلومتر (۸٬۰۶۵ مایل؛ ۷٬۰۰۹ مایل دریایی) | 16:00       | 777-300ER                             | Mar 1, 2001    |
| 25   | فرودگاه بین‌المللی حمد            | فرودگاه بین‌المللی جرج بوش                 | هواپیمایی قطر QR 713               | ۱۲٬۹۵۲ کیلومتر (۸٬۰۴۸ مایل؛ ۶٬۹۹۴ مایل دریایی) | 15:50–16:30 | A350-1000                             | Mar 31, 2009   |
| 26   | فرودگاه بین‌المللی دوبی           | فرودگاه بین‌المللی دالاس-فورت ورث          | هواپیمایی امارات EK 221            | ۱۲٬۹۴۰ کیلومتر (۸٬۰۴۱ مایل؛ ۶٬۹۸۷ مایل دریایی) | 16:00–16:15 | 777-300ER                             | Feb 2, 2012    |
| 27   | فرودگاه بین‌المللی جان اف کندی    | فرودگاه بین‌المللی بایون گوآنگجو           | هواپیمایی جنوبی چین CZ 300 CZ 600  | ۱۲٬۸۷۸ کیلومتر (۸٬۰۰۲ مایل؛ ۶٬۹۵۴ مایل دریایی) | 15:50–16:05 | 777-300ER / 787-9                     | August 6, 2014 |
| 28   | فرودگاه بین‌المللی لوگان          | فرودگاه بین‌المللی هنگ کنگ                 | کاتای پاسیفیک CX 811               | ۱۲٬۸۲۶ کیلومتر (۷٬۹۷۰ مایل؛ ۶٬۹۲۵ مایل دریایی) | ۱۵:۲۵–۱۵:۳۵ | 777-300ER                             | May 3, 2015    |
| 29   | فرودگاه بین‌المللی اولیور تامبو   | فرودگاه بین‌المللی جان اف کندی             | هواپیمایی آفریقای جنوبی SA 203     | ۱۲٬۸۲۴ کیلومتر (۷٬۹۶۸ مایل؛ ۶٬۹۲۴ مایل دریایی) | 15:40–16:05 | A350-900                              | May 1, 2011    |
| 30   | فرودگاه بین‌المللی جرج بوش        | فرودگاه بین‌المللی تائویوان تایوان         | اوا ایر BR 51                      | ۱۲٬۷۷۶ کیلومتر (۷٬۹۳۹ مایل؛ ۶٬۸۹۸ مایل دریایی) | 15:25–16:30 | 777-300ER                             | Jun ۲۰, ۲۰۱۵   |

## هواپیمایی‌ها و انواع هواپیماها برای پروازهای بدون توقف

### براساس نوع هواپیما

#### جاری
جدول زیر طولانی‌ترین پروازهای کنونی بدون توقف را برای هر نوع هواپیما نشان می‌دهد:
| هواپیما                     | نوع       | منشأ                                       | مقصد                                          | کیلومتر | مایل  | زمان  | هواپیمایی                    | پرواز             |
| --------------------------- | --------- | ------------------------------------------ | --------------------------------------------- | ------- | ----- | ----- | ---------------------------- | ----------------- |
| ایرباس ای۲۲۰                | جتلاینر   | فرودگاه بین‌المللی جان اف کندی              | فرودگاه بین‌المللی سالت‌لیک‌سیتی                 | ۳٬۲۰۲   | ۱٬۷۲۹ | ۵:۳۰  | دلتا ایرلاینز                | DL 917            |
| ایرباس ای۲۲۰                | جتلاینر   | فرودگاه بین‌المللی ابوظبی                   | فرودگاه بین‌المللی ریگا                        | ۴٬۳۶۹   | ۲٬۳۵۹ | ۶:۳۵  | ایربالتیک                    | BT 798            |
| ایرباس ای۳۰۰                | جتلاینر   | فرودگاه بین‌المللی امام خمینی               | فرودگاه هیترو لندن                            | ۴٬۴۳۳   | ۲٬۳۹۴ | ۶:۳۵  | ایران ایر                    | IR 711            |
| ایرباس ای۳۱۰                | جتلاینر   | فرودگاه بین‌المللی امام خمینی               | فرودگاه شارل دوگل پاریس                       | ۴٬۲۰۴   | ۲٬۲۷۰ | ۵:۴۰  | ایران ایر                    | IR 733            |
| ایرباس ای۳۱۸                | جتلاینر   | فرودگاه بین‌المللی جان اف کندی              | فرودگاه لندن سی‌تی                             | ۵٬۵۸۸   | ۳٬۰۱۷ | ۷:۲۰  | بریتیش ایرویز                | BA 2              |
| ایرباس ای۳۱۹                | جتلاینر   | فرودگاه بین‌المللی کراسکو                   | فرودگاه بین‌المللی ال دورادو                   | ۴٬۷۸۵   | ۲٬۵۸۴ | ۶:۴۷  | اویانکا                      | AV 110            |
| خانواده ایرباس ای۳۲۰        | جتلاینر   | فرودگاه بین‌المللی بحرین                    | فرودگاه هیترو لندن                            | ۵٬۰۹۰   | ۲٬۷۴۸ | ۶:۳۵  | گلف ایر                      | GF 3              |
| خانواده ایرباس ای۳۲۰نئو     | جتلاینر   | فرودگاه بین‌المللی دوموده‌دوو                | فرودگاه ایگناتیوا                             | ۵٬۶۲۰   | ۳٬۰۳۵ | ۷:۲۰  | اورال ایرلاینز، اس۷ ایرلاینز | U6 349, S7 3061   |
| ایرباس ای۳۲۱                | جتلاینر   | فرودگاه بین‌المللی لوگان                    | فرودگاه بین‌المللی سان‌فرانسیسکو                | ۴٬۳۵۲   | ۲٬۳۵۰ | ۶:۴۹  | جت‌بلو                        | B6 33/133/333/633 |
| خانواده ایرباس ای۳۲۰نئو     | جتلاینر   | فرودگاه بین‌المللی مونترآل-پییر الیوت ترودو | فرودگاه نیس کوت دازور                         | ۶٬۱۴۵   | ۳٬۳۱۸ | ۷:۲۵  | ایر ترنست                    | TS648             |
| خانواده ایرباس ای۳۲۰نئو     | جتلاینر   | فرودگاه بین‌المللی مونترآل-پییر الیوت ترودو | فرودگاه بین‌المللی آتن                         | ۷٬۶۳۳   | ۴٬۱۲۱ | ۹:۰۵  | ایر ترنست                    | TS690             |
| ایرباس ای۳۳۰                | جتلاینر   | فرودگاه بارسلونا-ال پرات                   | فرودگاه بین‌المللی کومودورو ارتورو مرینو بنیتز | ۱۱٬۱۵۱  | ۶٬۰۲۱ | 16:30 | Level                        | LV ۲۶۰۵           |
| ایرباس ای۳۳۰                | جتلاینر   | فرودگاه متروپولیتن شهرستان وین دیترویت     | فرودگاه بین‌المللی چوبو سنترایر                | ۱۰٬۴۸۰  | ۵٬۶۵۹ | ۱۴:۰۵ | دلتا ایرلاینز                | DL 95             |
| ایرباس ای۳۳۰نئو             | جتلاینر   | فرودگاه بین‌المللی سلطان حسن‌الدین           | فرودگاه بین‌المللی ملک عبدالعزیز               | ۹٬۲۳۵   | ۴٬۹۸۷ | ۱۰:۵۰ | لاین ایر                     | JT 90             |
| ایرباس ای۳۴۰                | جتلاینر   | فرودگاه زوریخ                              | فرودگاه بین‌المللی مینیسترو پیستارینی          | ۱۱٬۷۵۶  | ۶٬۳۴۸ | ۱۴:۱۰ | ادلوایس ایر                  | WK 90             |
| ایرباس ای۳۴۰                | جتلاینر   | فرودگاه بین‌المللی حیدر علی‌اف               | فرودگاه بین‌المللی دوموده‌دوو                   | ۱٬۸۸۷   | ۱٬۰۱۹ | ۳:۱۰  | آذربایجان ایرلاینز           | J2 852            |
| ایرباس ای۳۴۰                | جتلاینر   | فرودگاه بین‌المللی فرانکفورت                | فرودگاه بین‌المللی کومودورو ارتورو مرینو بنیتز | ۱۲٬۰۸۳  | ۶٬۵۲۴ | ۱۵:۲۰ | لوفت‌هانزا                    | LH 508            |
| ایرباس ای۳۵۰ ایکس‌دابلیوبی   | جتلاینر   | فرودگاه چانگی سنگاپور                      | فرودگاه بین‌المللی لیبرتی نیوآرک               | ۱۵٬۳۴۵  | ۸٬۲۸۶ | ۱۷:۲۰ | سنگاپور ایرلاینز             | SQ 21             |
| ایرباس ای۳۵۰ ایکس‌دابلیوبی   | جتلاینر   | فرودگاه بین‌المللی حمد                      | فرودگاه بین‌المللی لس‌آنجلس                     | ۱۳٬۳۶۷  | ۷٬۲۱۸ | ۱۶:۰۰ | هواپیمایی قطر                | QR 739            |
| ایرباس ای۳۸۰                | جتلاینر   | فرودگاه اوکلند                             | فرودگاه بین‌المللی دوبی                        | ۱۴٬۲۰۱  | ۷٬۶۶۸ | ۱۷:۰۵ | هواپیمایی امارات             | EK 449            |
| ای‌تی‌آر ۴۲                   | توربوپراپ | فرودگاه توتوژوژی                           | فرودگاه بین‌المللی فاآ                         | ۱٬۶۵۵   | ۸۹۴   | ۳:۴۵  | ایر تاهیتی                   | VT 951            |
| ای‌تی‌آر ۷۲                   | توربوپراپ | فرودگاه بین‌المللی بن گوریون                | فرودگاه کی‌یف ژولیانی                          | ۲٬۳۷۴   | ۱٬۲۸۲ | ۴:۴۹  | شرکت هواپیمایی اسرایر        | 851               |
| بوئینگ ۷۳۷                  | جتلاینر   | فرودگاه یلونایف                            | فرودگاه رزولوت بی                             | ۱٬۵۶۰   | ۸۴۲   | 2:35  | Canadian North (charter)     | MPE 9201          |
| بوئینگ ۷۳۷ کلاسیک           | جتلاینر   | فرودگاه بین‌المللی ادمونتون                 | فرودگاه بین‌المللی پام بیچ                     | ۴٬۰۴۷   | ۲٬۱۸۵ | 5:35  | Canadian North (charter)     | MPE 9750          |
| بوئینگ ۷۳۷ کلاسیک           | جتلاینر   | فرودگاه بین‌المللی مک‌دونالد-کارتیر اتاوا    | فرودگاه یلونایف                               | ۳٬۱۰۸   | ۱٬۶۷۸ | ۴:۴۰  | ایر نورث                     | 4N 512            |
| بوئینگ ۷۳۷ نسل بعدی         | جتلاینر   | فرودگاه بین‌المللی مک‌دونالد-کارتیر اتاوا    | فرودگاه بین‌المللی ونکوور                      | ۳٬۵۶۳   | ۱٬۹۲۴ | ۵:۱۳  | وست جت                       | WS 143            |
| بوئینگ ۷۳۷ نسل بعدی         | جتلاینر   | فرودگاه بین‌المللی توکومن                   | فرودگاه ریکایف                                | ۵٬۴۴۳   | ۲٬۹۳۹ | ۷:۲۰  | کوپا ایرلاینز                | CM 167            |
| بوئینگ ۷۳۷ نسل بعدی         | Jetliner  | فرودگاه بین‌المللی توکومن                   | فرودگاه بین‌المللی کراسکو                      | ۵٬۵۰۸   | ۲٬۹۷۴ | ۷:۳۵  | کوپا ایرلاینز                | CM 283, CM 368    |
| بوئینگ ۷۳۷ نسل بعدی         | جتلاینر   | فرودگاه بین‌المللی بن گوریون                | فرودگاه لوتن لندن                             | ۳٬۶۰۵   | ۱٬۹۴۷ | ۵:۲۵  | ال عال                       | LY 311, LY 313    |
| بوئینگ ۷۳۷ نسل بعدی         | جتلاینر   | فرودگاه جدید استانبول                      | فرودگاه بین‌المللی ژولیوس نیرر                 | ۵٬۴۳۸   | ۲٬۹۳۶ | ۷:۰۵  | ترکیش ایرلاینز               | TK 604            |
| بوئینگ ۷۳۷ مکس              | جتلاینر   | فرودگاه بین‌المللی برازیلیا                 | فرودگاه بین‌المللی اورلاندو (فلوریدا)          | ۶٬۱۱۲   | ۳٬۳۰۰ | ۹:۵۰  | گول ایر ترنسپورت             | G3 7602           |
| بوئینگ ۷۳۷ مکس              | جتلاینر   | فرودگاه بین‌المللی توکومن                   | فرودگاه بین‌المللی سان‌فرانسیسکو                | ۵٬۴۵۷   | ۲٬۹۴۷ | ۷:۳۸  | کوپا ایرلاینز                | CM 208 CM382      |
| بوئینگ ۷۴۷–۴۰۰              | جتلاینر   | فرودگاه بین‌المللی سان‌فرانسیسکو             | فرودگاه سیدنی                                 | ۱۱٬۹۳۷  | ۶٬۴۴۵ | ۱۴:۴۰ | کانتاس                       | QF 74 Note 1      |
| بوئینگ ۷۴۷–۴۰۰              | جتلاینر   | فرودگاه بین‌المللی ونکوور                   | فرودگاه سیدنی                                 | ۱۲٬۴۸۴  | ۶٬۷۴۱ | ۱۵:۰۵ | کانتاس                       | QF 76             |
| بوئینگ ۷۴۷–۸                | جتلاینر   | فرودگاه بین‌المللی فرانکفورت                | فرودگاه بین‌المللی سوئکارنو-هتا                | ۱۱٬۱۰۶  | ۵٬۹۹۷ | ۱۴:۱۰ | لوفت‌هانزا                    | LH 776            |
| بوئینگ ۷۵۷                  | جتلاینر   | فرودگاه نیس کوت دازور                      | فرودگاه بین‌المللی لیبرتی نیوآرک               | ۶٬۴۸۸   | ۳٬۵۰۳ | ۶:۵۴  | لا کمپانی                    | B0 200            |
| بوئینگ ۷۵۷                  | جتلاینر   | فرودگاه بین‌المللی کفلاویک                  | فرودگاه بین‌المللی اوهر شیکاگو                 | ۴٬۷۳۸   | ۲٬۵۵۸ | ۶:۰۵  | ایسلندایر                    | FI 853            |
| بوئینگ ۷۶۷                  | جتلاینر   | فرودگاه بین‌المللی پونتا کانا               | فرودگاه بین‌المللی مونترآل-پییر الیوت ترودو    | ۳٬۰۳۵   | ۱٬۶۳۹ | ۴:۳۵  | سان‌وینگ ایرلاینز             | WG 427            |
| بوئینگ ۷۶۷                  | جتلاینر   | فرودگاه اوگولنی                            | فرودگاه بین‌المللی ونوکووا                     | ۶٬۲۲۶   | ۳٬۳۶۲ | ۸:۲۵  | یوتی‌ایر اوییشن               | UT 534            |
| بوئینگ ۷۶۷                  | جتلاینر   | فرودگاه بارسلونا-ال پرات                   | فرودگاه بین‌المللی خورخه چاوز                  | ۱۰٬۰۰۰  | ۵٬۴۰۰ | ۱۳:۱۵ | لاتام ایرلاینز               | LA 2431           |
| بوئینگ ۷۶۷                  | جتلاینر   | فرودگاه لئوناردو دا وینچی-فیومیچینو        | فرودگاه بین‌المللی هارتسفیلد-جکسون آتلانتا     | ۸٬۱۰۵   | ۴٬۳۷۶ | ۱۱:۱۰ | دلتا ایرلاینز                | DL 63             |
| بوئینگ ۷۷۷                  | جتلاینر   | فرودگاه بین‌المللی اوهر شیکاگو              | فرودگاه بین‌المللی هونولولو                    | ۶٬۸۲۹   | ۳٬۶۸۷ | ۹:۲۰  | یونایتد ایرلاینز             | UA 219            |
| بوئینگ ۷۷۷                  | جتلاینر   | فرودگاه بین‌المللی ایندیرا گاندی            | فرودگاه بین‌المللی لیبرتی نیوآرک               | ۱۱٬۹۵۹  | ۶٬۴۵۷ | ۱۵:۳۰ | یونایتد ایرلاینز             | UA 83             |
| بوئینگ ۷۷۷                  | جتلاینر   | فرودگاه اوکلند                             | فرودگاه بین‌المللی حمد                         | ۱۴٬۵۳۵  | ۷٬۸۴۸ | ۱۷:۴۰ | هواپیمایی قطر                | QR 921            |
| بوئینگ ۷۷۷                  | جتلاینر   | فرودگاه بین‌المللی سووارنابومی              | فرودگاه بین‌المللی شرمتیوو                     | ۷٬۱۰۶   | ۳٬۸۳۷ | ۹:۳۵  | روسیه ایرلاینز               | SU 6275           |
| بوئینگ ۷۷۷                  | جتلاینر   | فرودگاه بین‌المللی نینوی آکوئینو            | فرودگاه بین‌المللی جان اف کندی                 | ۱۳٬۷۱۲  | ۷٬۴۰۴ | ۱۷:۴۷ | فیلیپین ایرلاینز             |                   |
| بوئینگ ۷۸۷ دریم‌لاینر        | جتلاینر   | فرودگاه بین‌المللی اینچئون                  | فرودگاه بین‌المللی مکزیکو سیتی                 | ۱۲٬۱۱۶  | ۶٬۵۴۲ | ۱۶:۱۵ | آئرومکزیکو                   | AM 90             |
| بوئینگ ۷۸۷ دریم‌لاینر        | جتلاینر   | فرودگاه پرث                                | فرودگاه هیترو لندن                            | ۱۴٬۴۹۷  | ۷٬۸۲۸ | ۱۷:۲۰ | کانتاس                       | QF 9              |
| بوئینگ ۷۸۷ دریم‌لاینر        | جتلاینر   | فرودگاه بین‌المللی نوا به                   | فرودگاه بین‌المللی دالس واشینگتن               | ۱۳٬۳۳۵  | ۷٬۲۰۰ | ۱۶:۱۴ | ویتنام ایرلاینز              | VN 1              |
| بمباردیه سی‌آرجی ۱۰۰/۲۰۰     | Jetliner  | فرودگاه بین‌المللی دنور                     | فرودگاه چارلز م. شولتس شهرستان سنوما          | ۱٬۵۷۲   | ۸۴۹   | ۳:۱۱  | یونایتد ایرلاینز             | UA 5805           |
| بمباردیه سی‌آرجی ۷۰۰/۹۰۰     | Jetliner  | فرودگاه بین‌المللی ونکوور                   | فرودگاه بین‌المللی اوهر شیکاگو                 | ۲٬۸۳۸   | ۱٬۵۳۲ | ۴:۰۲  | ایر کانادا                   | AC 8038           |
| دی هاویلند کانادا دش ۸      | توربوپراپ | فرودگاه کپنهاگ                             | فرودگاه بین‌المللی کفلاویک                     | ۲٬۱۸۸   | ۱٬۱۸۱ | ۵:۴۳  | ایر گرینلند                  | GL 6779           |
| خانواده امبرائر ئی‌آرجی      | جتلاینر   | فرودگاه لاگواردیا                          | فرودگاه بین‌المللی ممفیس                       | ۱٬۵۵۰   | ۸۳۷   | ۳:۰۰  | امریکن ایرلاینز              | AA 3473           |
| خانواده امبرائر ئی‌آرجی      | جتلاینر   | فرودگاه بین‌المللی دنور                     | فرودگاه مک‌گی تایسن                            | ۱٬۸۷۰   | ۱٬۰۱۰ | ۳:۲۰  | یونایتد ایرلاینز             | AA 4760           |
| خانواده امبرائر ئی-جت       | جتلاینر   | فرودگاه کونونورا                           | فرودگاه پرث                                   | ۲٬۲۱۱   | ۱٬۱۹۴ | ۳:۳۰  | ایرنورث                      | TL 338            |
| خانواده امبرائر ئی-جت       | جتلاینر   | فرودگاه بین‌المللی سان‌فرانسیسکو             | فرودگاه منطقه‌ای شهرستانی دین                  | ۲٬۸۵۰   | ۱٬۵۳۹ | ۵:۰۰  | یونایتد ایرلاینز             | UA 5780           |
| خانواده امبرائر ئی-جت       | جتلاینر   | فرودگاه بین‌المللی پیرسون تورنتو            | فرودگاه بین‌المللی پورتلند                     | ۳٬۳۷۵   | ۱٬۸۲۲ | ۵:۰۸  | ایر کانادا                   | AC 547            |
| خانواده امبرائر ئی-جت ئی۲   | جتلاینر   | فرودگاه فلسلند برگن                        | فرودگاه بین‌المللی لارناکا                     | ۳٬۴۸۶   | ۱٬۸۸۲ | ۴:۲۳  | ویدروئه                      | WF7700            |
| فیرچایلد دورنیه ۳۲۸جت       | جتلاینر   | فرودگاه دکالب-پیچتر                        | فرودگاه شهری سینسنتی لونکن                    | ۸۰۴     | ۴۳۴   | ۱:۰۶  | التیمیت ایر شاتل             | P1 433            |
| فوکر ۱۰۰                    | جتلاینر   | فرودگاه آدلاید                             | فرودگاه پرث                                   | ۲٬۱۲۰   | ۱٬۱۴۵ | ۳:۲۵  | ویرجین استرالیا              | VA 715/717/719    |
| ایلیوشین ایل-۹۶             | جتلاینر   | فرودگاه بین‌المللی خوزه مارتی               | فرودگاه اورلی                                 | ۷٬۷۵۲   | ۴٬۱۸۶ | ۹:۳۰  | هواپیمایی کوبا               | CU 444            |
| ساب ۲۰۰۰                    | توربوپراپ | فرودگاه بین‌المللی تد استیونز انکوریج       | فرودگاه آنالاسکا                              | ۱٬۲۷۴   | ۶۸۸   | ۲:۱۵  | پن‌ایر                        | AS 3298           |
| فیرچایلد اسویرنگن مترولاینر | توربوپراپ | فرودگاه بین‌المللی داروین                   | Granite Downs, SA                             | ۱۶۴۰    | ۸۸۵   | ۲:۱۵  | ایرنورث                      | TL 868            |